# William Cornwallis

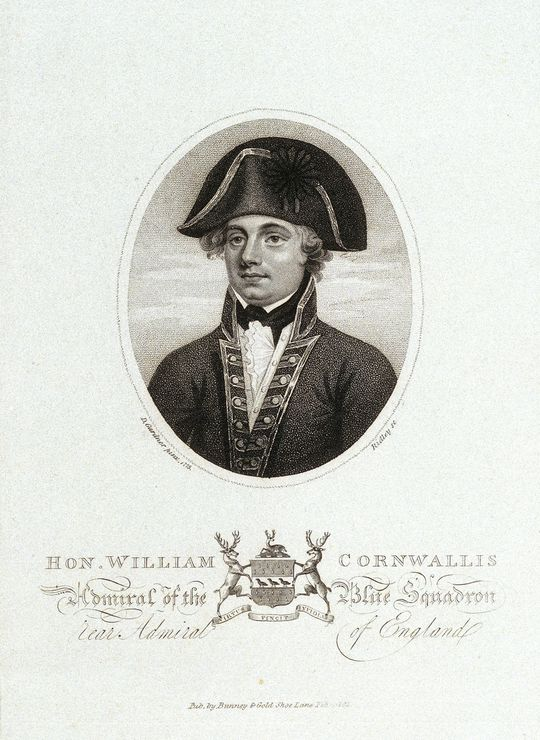
Admiral William Cornwallis nach einem Porträt von Daniel Gardner, veröffentlicht im Naval Chronicle

Sir William Cornwallis, GCB, (* 25. Februar 1744; † 5. Juni 1819) war ein britischer Marineoffizier, zuletzt im Rang eines Admiral of the Red und Bruder von Charles Cornwallis, 1. Marquess Cornwallis.

## Leben
Er kämpfte bis 1765 mit Auszeichnung an den britischen Küsten gegen die Franzosen, dann in Amerika, namentlich bei Jamaika gegen Picquet de la Motte, und trug in Ostindien seit 1781 wesentlich zur Eroberung der französischen Besitzungen bei. Am 23. Juni 1793 brachte er der französischen Flotte in den indischen Gewässern eine vollständige Niederlage bei und wurde Befehlshaber der britischen Seemacht daselbst. Nach Großbritannien zurückgekehrt, wurde er 1799 zum Admiral of the Red erhoben, führte das Kommando im Kanal für eine kurze Zeit 1801 sowie von 1803 bis 1806 und zog sich danach ins Privatleben zurück. Er wurde 1815 Knight Grand Cross des Order of the Bath und starb am 5. Juni 1819.
Nach ihm ist die Cornwallis-Insel in der Antarktis und die Cornwallis benannt.
2023 wurde ein Denkmal in Milford on Sea zu seinen Ehren eingeweiht, da er dort beigesetzt wurde.

## Künstlerische Rezeption
C. S. Forester hat in seinen Bücher Cornwallis als Mentor von Hornblower eingeführt.
Es gibt einen Shanty über ihn, Billy Blue, A Ballad of the fleet.